# تاكيهيتو شيجيهارا
تاكيهيتو شيجيهارا (باليابانية: 茂原 岳人) (6 أكتوبر 1981 في غونما في اليابان – )؛ هو لاعب كرة قدم ياباني سابق كان يلعب كلاعب وسط.

## وصلات خارجية
- تاكيهيتو شيجيهارا على موقع رابطة كرة القدم اليابانية للمحترفين (اليابانية)
- تاكيهيتو شيجيهارا على موقع قاعدة بيانات كرة القدم.إي يو (الإنجليزية)
- تاكيهيتو شيجيهارا على موقع Soccerway.com (الإنجليزية)
- تاكيهيتو شيجيهارا على موقع عالم كرة القدم.نت (الإنجليزية)